# Ören (Södra Vi socken, Småland)
Ören (äldre stavning Örn) är en sjö nordost om tätorten Gullringen i Vimmerby kommun i Småland och ingår i Motala ströms huvudavrinningsområde. Sjön är 11 meter djup, har en yta på 1,63 kvadratkilometer och befinner sig 105,1 meter över havet. Sjön avvattnas av vattendraget Vervelån. Vid provfiske har bland annat abborre, braxen, gärs och löja fångats i sjön.
Ören är drygt två kilometer lång och en kilometer bred. I sjön finns tre öar: Lillö, Bockö och Tempelön. Vid södra änden ligger Ålhults herrgård. Tillrinningen sker bland annat från Vervelån. Från Örens sydöstra vik rinner sedan Vervelån uträtad och omgrävd till Stångåns huvudfåra. Vid Bosand, i norra änden av sjön finns en badplats.

## Delavrinningsområde
Ören ingår i delavrinningsområde (641267-149442) som SMHI kallar för Inloppet i Ören. Medelhöjden är 141 meter över havet och ytan är 16,29 kvadratkilometer. Räknas de 3 avrinningsområdena uppströms in blir den ackumulerade arean 96,65 kvadratkilometer. Vervelån som avvattnar avrinningsområdet har biflödesordning 3, vilket innebär att vattnet flödar genom totalt 3 vattendrag innan det når havet efter 182 kilometer. Avrinningsområdet består mestadels av skog (76 %). Avrinningsområdet har 1,63 kvadratkilometer vattenytor vilket ger det en sjöprocent på 10 %.

## Fisk
Vid provfiske har följande fisk fångats i sjön:
- Abborre
- Braxen
- Gärs
- Löja
- Mört